# Oxytropis tragacanthoides
Oxytropis tragacanthoides är en ärtväxtart som beskrevs av Dc. Oxytropis tragacanthoides ingår i släktet klovedlar, och familjen ärtväxter. Inga underarter finns listade i Catalogue of Life.